# Míriam Colón

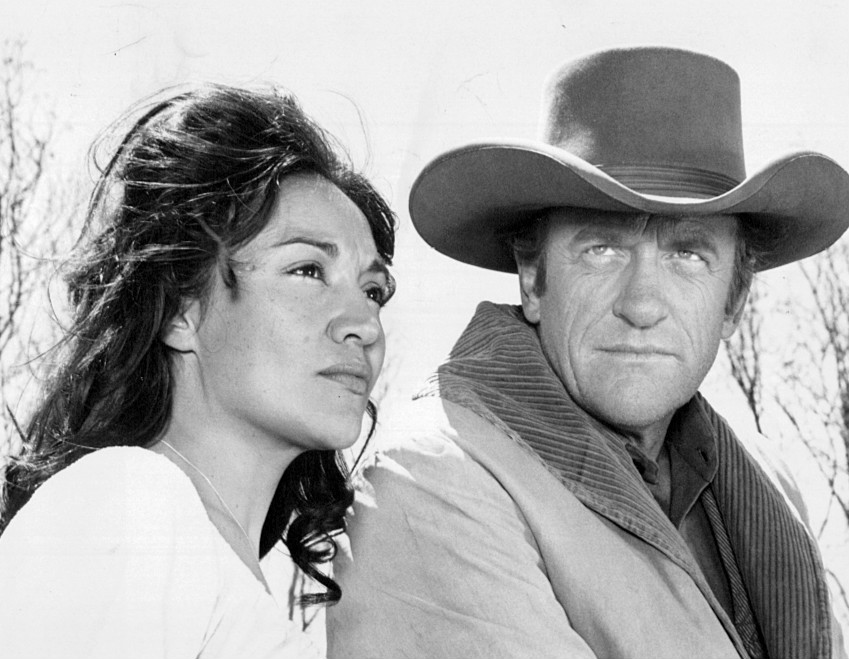
Scenă din filmul Gunsmoke cu James Arness și Míriam Colón

Míriam Colón Valle (n. 20 august 1936, Ponce⁠(d), Puerto Rico, SUA – d. 3 martie 2017, New York City, New York, SUA) a fost o actriță americană de origine portoricană. 
A fost fondatorul și directorul New York City's Puerto Rican Traveling Theater (Teatrul Călător Puerto Rican din New York). Și-a început cariera la începutul anilor 1950, când a apărut pe Broadway și la televiziune. A apărut în programe de televiziune din anii 1960 până în anii 2010, inclusiv în sitcomul Sanford and Son și westernul pentru televiziune Gunsmoke. 
Este cel mai bine cunoscută ca „Mama Montana”, mama personajului principal interpretat de Al Pacino în filmul Scarface. În 2014, a primit National Medal of Arts (Medalia Națională a Artelor) de la președintele Barack Obama. A decedat din cauza complicațiilor unei infecții pulmonare pe 3 martie 2017, la vârsta de 80 de ani.
Printre cele mai cunoscute filme ale sale se numără Omul din Sierra (1966), Scarface (1983) și Casa spiritelor (1993).

## Biografie
Míriam Colón Valle s-a născut în Ponce, Puerto Rico, în 1936. În anii 1940, mama ei recent divorțată și-a mutat familia într-un cartier de locuințe publice numit Residencial Las Casas din San Juan. A urmat liceul „Román Baldorioty de Castro” din Vechiul San Juan, unde a luat parte la piese de teatru. Primul ei profesor de dramă, Marcos Colón (neînrudiți), a crezut în talentul ei și a ajutat-o să obțină permisiunea de a observa studenții de la departamentul de teatru a Universității din Puerto Rico. Fiind o elevă bună în liceu a primit burse la „Atelierul Dramatic și Institutul Tehnic” și la „Studioul Actorilor” al lui Lee Strasberg din New York City. 
Mai târziu s-a mutat la Los Angeles, unde a obținut roluri mici în diferite emisiuni de televiziune și filme. În 1955, Colón a început ca actriță de seriale, ceea ce a condus-o la numărul considerabil de peste 250 de apariții în diverse seriale de televiziune, precum Bonanza, Gunsmoke sau N.Y.P.D..
Rolurile ei au inclus apariții în The Possessed din 1961 alături de Marlon Brando, în Omul din Sierra alături de Tony Curtis și în Battle of the Blood Coast alături de Audie Murphy. Aceasta a fost urmată de oferte de filme în anii 1970, în special westernuri.
Míriam Colón a trăit ultimii ani ai vieții alături de soțul ei Fred Valle în Albuquerque, New Mexico. A decedat din cauza complicațiilor de la pneumonie într-un spital din New York pe 3 martie 2017, la vârsta de 80 de ani.

## Premii
- În 1993, Colón a primit un Premiu Obie la categoria Lifetime Achievement in the Theater („Realizări în viața teatrală” pentru munca ei de o viață. Biografia ei intitulată „Miriam Colón - Actor și fondator de teatru” a fost scrisă de Mayra Fernandez.
- În 2000 a primit „Premiul Raul Julia al Fondatorilor HOLA”, oferit de Organizația Hispană a Actorilor Latini (HOLA).
- În 2007 a fost nominalizată la Imagen Award.

## Filmografie selectivă
- 1951 Los Peloteros : Lolita
- 1955 Danger (serial TV)
- 1955 Star Tonight (serial TV)
- 1956 Crowded Paradise
- 1956 Soraya (serial TV, trei episoade)
- 1957 The Big Story (serial TV) : Esperanza Martinez
- 1958 Decoy (serial TV) : Maria
- 1959 Lux Playhouse (serial TV) : Mrs. Flores
- 1959 State Trooper (serial TV, episodul, Case of the Barefoot Girl) : Francesca
- 1959 Mike Hammer (serial TV) : Tarano
- 1959 Peter Gunn (serial TV) : Maria DeCara
- 1959 Wanted: Dead or Alive (serial TV, episodul - Desert Seed) : Mrs. Gomez
- 1961 Jack Chiorul (One-Eyed Jacks), regia Marlon Brando : roșcata
- 1961 Bătălie pe plaja însângerată (Battle at Bloody Beach), regia Herbert Coleman : Nahni
- 1961 Eroul de la Iwo Jima (The Outsider), regia Delbert Mann : Anita
- 1962 Alfred Hitchcock prezintă... (Alfred Hitchcock Presents, serial TV, episodul - Strange Miracle) : Lolla
- 1962 The New Breed (serial TV) : Dolores Madero
- 1962 Doctor Kildare (serial TV) : Pila / Rani Stewart
- 1962 The Defenders (serial TV) : Carmella Lopez
- 1962 Gunsmoke (serial TV, episodul - He Learned About Women) : Kisla
- 1963 Have Gun - Will Travel (serial TV) : Punya
- 1963 Laramie (serial TV) : Winema
- 1963 Death Valley Days (serial TV) : Maria
- 1963 Harbor Lights : Gina Rosario
- 1963 Ben Casey (serial TV) : Eva Rosario
- 1963 Thunder Island : Anita Chavez
- 1963 The Dick Van Dyke Show (serial TV) : Maria
- 1963 Gunsmoke (serial TV, episodul - Shona) : Shona
- 1964 The Nurses (serial TV) : Maria Marissa
- 1966 The Legend of Jesse James (serial TV) : Theresa
- 1966 Omul din Sierra (The Appaloosa), regia Sidney J. Furie : Ana
- 1967 N.Y.P.D. (serial TV) : Teresa
- 1967 The Fugitive (serial TV) : Mercedes Anza
- 1967 The Virginian (serial TV) : Eva Talbot
- 1967 Christmas in the Marketplace (film TV) : Virgin Mary / Mercedes
- 1968 The High Chaparral (TV Series, Episode - “Follow Your Heart”) : Trini Butler
- 1968 Gunsmoke (serial TV, episodul - Zavala) : Amelita Avila
- 1969 Desperate Mission (film TV) : Claudina, servitoarea Otiliei
- 1969 Bonanza (serial TV) : Anita Lavez
- 1969 Gunsmoke (serial TV, episodul - Charlie Moon) : o femeie
- 1970 Gunsmoke (serial TV, episodul - "Chato") : Mora
- 1971 They Call It Murder (film TV) : Anita Nogales
- 1972 Gunsmoke (serial TV, episodul - The River) : Paulette
- 1972 The Possession of Joel Delaney : Veronica
- 1974 Dr. Max (film TV) : Mrs. Camacho
- 1974 Sanford & Son (serial TV, episodul - Julio and Sister and Nephew) : Carlotta
- 1974 Gunsmoke (serial TV, episodul - The Iron Blood of Courage) : Mignon
- 1976 The Hemingway Play (film TV)
- 1979 A Life of Sin : Isabel
- 1979 The Edge of Night (soap opera TV) : Dr. Marie Santos
- 1981 Back Roads : Angel
- 1981 ABC Afterschool Specials (serial TV) : Yolanda
- 1983 Scarface, regia Brian De Palma : Mama Georgina Montana
- 1984 Best Kept Secret (film TV) : Ina Dietz
- 1985 Lady Blue (serial TV) : Dona Maria
- 1986 Kay O'Brien (serial TV) : Mrs. Amaro
- 1987 Highway to Heaven (serial TV) : Anna Martinez
- 1988 Deadline: Madrid (serial TV)
- 1991 L.A. Law (serial TV) : Gaby Sifuentes
- 1991 Law and Order (serial TV) : Mrs. Anna Rivers
- 1991 Lightning Field (film TV)
- 1991 City of Hope : Mrs. Ramirez
- 1992 Verdict crimă (Murder, She Wrote) (serial TV, Episode - Day of the Dead) : Consuela Montejano
- 1993 Casa spiritelor (The House of the Spirits), regia Bille August : Nana
- 1994 The Cosby Mysteries (serial TV)
- 1994 NYPD Blue (serial TV) : Valeria Santiago
- 1995 Streets of Laredo (TV Mini-Serie) : Estrella
- 1995 Sabrina : Rosa
- 1995 All My Children (soap opera TV) : Lydia Flores
- 1996 Edipo alcalde : Deyanira
- 1996 Lone Star, regia John Sayles : Mercedes Cruz
- 1996 Mistrial (film TV) : Mrs. Cruz
- 1996 Cosby (serial TV) : Lillian
- 1996-1997 One Life to Live (soap opera TV) : Abuelita Maria Delgado
- 1999 Gloria : María
- 2000 For Love or Country: The Arturo Sandoval Story (film TV) : Cirita Sandoval
- 2000 All the Pretty Horses : Doña Alfonsa
- 2001 Third Watch (serial TV) : Theresa Caffey
- 2001 The Blue Diner : Meche
- 2001 Guiding Light (soap opera TV) : Maria Santos
- 2001 Almost a Woman (film TV) : Tata
- 2005 Jonny Zero (serial TV) : Lupe
- 2005 Gool! (Goal!), regia Danny Cannon : Mercedes
- 2007 Gool II: Trăirea visului (Goal II: Living the Dream), regia Jaume Collet-Serra : Mercedes
- 2007 The Cry : Gloria The Curandera
- 2009 Law & Order: Special Victims Unit (serial TV) : Yolanda
- 2009 Gool! III: Finala (Goal! III), regia Andrew Morahan : Mercedes (nemenționată)
- 2010-2011 How to Make It in America (serial TV) : Cam's Grandma
- 2011 Hawthorne (serial TV) : Mama Renata
- 2011 Foreverland : Esperanza
- 2013 Bless Me, Ultima : Ultima
- 2013 Unhallowed : Bruja (rumored)
- 2014 Top Five : Chelsea's Grandmother
- 2015 Better Call Saul (serial TV) : Abuelita Salamanca
- 2015 The Girl Is in Trouble : Grandma
- 2015 The Southside : Abuelita Sanchez